# Ожехув (Підкарпатське воєводство)
Ожехув (пол. Orzechów) — село в Польщі, у гміні Радомишль-над-Сяном Стальововольського повіту Підкарпатського воєводства.
Населення — 126 осіб (2011).
У 1975-1998 роках село належало до Тарнобжезького воєводства.

## Демографія
Демографічна структура станом на 31 березня 2011 року:
|          | Загалом | Допрацездатний вік | Працездатний вік | Постпрацездатний вік |
| -------- | ------- | ------------------ | ---------------- | -------------------- |
| Чоловіки | 63      | 16                 | 38               | 9                    |
| Жінки    | 63      | 20                 | 29               | 14                   |
| Разом    | 126     | 36                 | 67               | 23                   |